# Polionemobius pulchellus
Polionemobius pulchellus är en insektsart som först beskrevs av Andrej Vasiljevitj Gorochov 1984.  Polionemobius pulchellus ingår i släktet Polionemobius och familjen syrsor. Inga underarter finns listade i Catalogue of Life.